# 邢永福
邢永福（？—），男，中国历史学家，享受国务院政府特殊津贴专家，曾任中国第一历史档案馆馆长、研究员，国家清史纂修领导小组成员。